# Foresta nazionale Allegheny

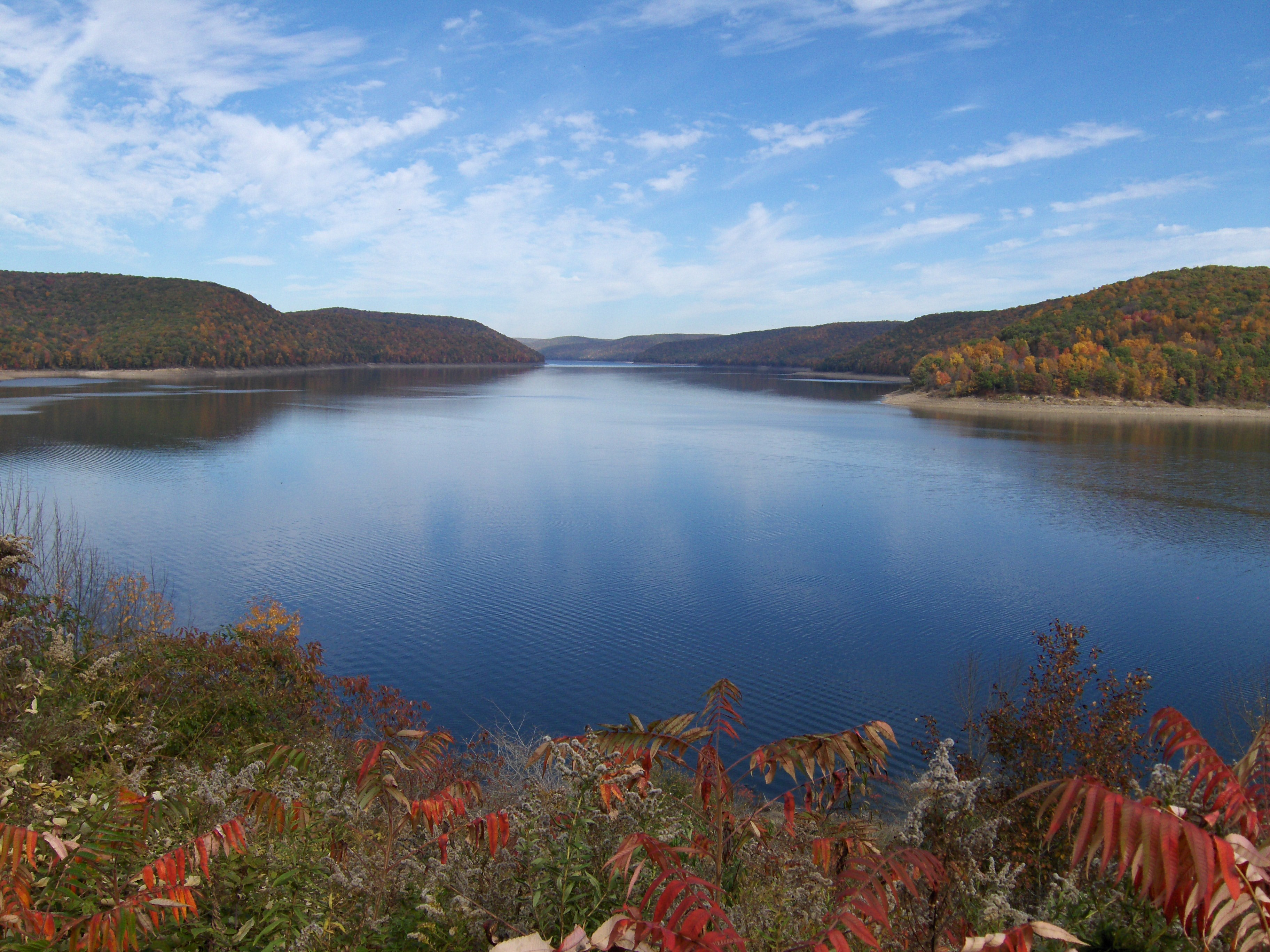
Foto della Allegheny Reservoir in autunno.

La foresta nazionale di Allegheny (Allegheny National Forest) è una foresta nazionale degli Stati Uniti appartenente alla United States National Forest e che si trova nel nord-est della Pennsylvania, in particolare fa parte della contea di Warren. 
La foresta si estende per 513.175 ettari. Al suo interno vi è la diga di Kinzua Dam che fa confluire il fiume Allegheny nella Allegheny Reservoir.
La sede amministrativa della Allegheny National Forest si trova a Warren. Sono presenti due stazioni di ranger. Un'altra città di riferimento oltre a Warren è Cherry Run. La capitale di riferimento è Harrisburg.
Dista 14,5 km dall'aeroporto più vicino, il Cherry Grove Airport.
Poco a est della foresta si trova il Kinzua Bridge State Park, sorto intorno al viadotto di Kinzua e alla valle del torrente Kinzua.

## Nei Media
Fa da location alla serie "See".